# Odontotrypes semenowi
Odontotrypes semenowi is een keversoort uit de familie mesttorren (Geotrupidae). De wetenschappelijke naam van de soort werd in 1887 gepubliceerd door Edmund Reitter.